# بيرترام فيليبس
بيرترام فيليبس (بالإنجليزية: Bertram Phillips)‏ مخرج بريطاني في عصر السينما الصامته.

## روابط خارجية
- بيرترام فيليبس على موقع IMDb (الإنجليزية)
- بيرترام فيليبس على موقع أول موفي (الإنجليزية)
- بيرترام فيليبس على موقع قاعدة بيانات الأفلام السويدية (السويدية)
- بيرترام فيليبس على موقع كينوبويسك (الروسية)